# Saint-Cyprien-sur-Dourdou
Saint-Cyprien-sur-Dourdou – miejscowość i dawna gmina we Francji, w regionie Oksytania, w departamencie Aveyron. W 2013 roku populacja ówczesnej gminy Saint-Cyprien-sur-Dourdou wynosiła 884 mieszkańców. W miejscowość rzeka Duzou uchodzi do Dourdou de Conques. Nazwa miejscowości pochodzi od imienia św. Cypriana. 
W dniu 1 stycznia 2016 roku z połączenia czterech ówczesnych gmin – Conques, Grand-Vabre, Noailhac oraz Saint-Cyprien-sur-Dourdou – powstała nowa gmina Conques-en-Rouergue. 

## Demografia
W 2013 roku populacja miejscowości liczyła 884 mieszkańców. 
|  |

Źródła:
cassini/EHESS (dla danych z lat 1962-2006)
INSEE (dla danych z 2008 i 2013 roku)

## Zabytki
Zabytki w miejscowości posiadające status monument historique:
- krzyż cmentarny (fr. Croix de cimetière) w osadzie Saint-Julien-de-Malmont